# Grodzie (rejon oszmiański)
Grodzie (biał. Гродзі; ros. Гроди) − wieś na Białorusi, w obwodzie grodzieńskim, w rejonie oszmiańskim, w sielsowiecie Grodzie. Centrum sielsowietu.

## Historia
W czasach zaborów okolica szlachecka i zaścianek w gminie Polany, w powiecie oszmiańskim, w guberni wileńskiej Imperium Rosyjskiego. W 1866 roku wieś liczyła 133 mieszkańców w 8 domach; zaścianek liczył 9 mieszkańców w 1 domu. W 1905 roku okolica liczyła 59 mieszkańców, 142 dziesięcin, wieś liczyła 87 mieszkańców 101 dziesięcin.
W latach 1921–1945 okolica leżała w Polsce, w województwie wileńskim, w powiecie oszmiańskim, w gminie Polany.
W 1931 wieś w 24 domach zamieszkiwały 142 osoby.
Wierni należeli do parafii rzymskokatolickiej w Gudogajach. Miejscowość podlegała pod Sąd Grodzki w Oszmianie i Okręgowy w Wilnie; właściwy urząd pocztowy mieścił się w Gudogajach.
Po II wojnie światowej w granicach Związku Sowieckiego. Od 1991 w niepodległej Białorusi.